# Mouchette
Mouchette – francuski dramat filmowy z 1967 roku w reżyserii Roberta Bressona. 
Bohaterką filmu jest młoda dziewczyna Mouchette (Nadine Nortier), która doznaje upokorzeń ze strony otoczenia oraz owdowiałego ojca. Pewnego razu Mouchette poznaje wiejskiego kłusownika Arsène'a (Jean-Claude Guilbert), który obwinia siebie o zabójstwo miejscowego policjanta.
Po premierze na 20. MFF w Cannes Mouchette zdobyła nagrodę Katolickiego Biura Filmowego dla najlepszego filmu. Peter Bradshaw z „The Guardian” określił Mouchette mianem „wizjonerskiego, poetyckiego filmu”, w którym doszukał się pierwowzoru Rosetty braci Dardenne . Roger Ebert nazwał Mouchette „jednym z najbardziej poruszających filmów” Bressona . Zdaniem redaktora „Time Out” w Mouchette można odnaleźć przypowieść religijną o tym, jak prowincja zaraża swym złem, a następnie niszczy przepełnioną dobrem jednostkę .